# Агаян, Газарос
Газарос (Лазарь) Степанович Агаян (арм. Ղազարոս Աղայան, 4 [16] апреля 1840, Болнис-Хачен  —
20 июня [3 июля] 1911, Тифлис) — армянский писатель, педагог.

## Биография
В 1853 году окончил Тифлисскую армянскую семинарию. Работал наборщиком в типографиях Тифлиса и Москвы. По настоянию друзей переехал для пополнения своих знаний в Петербург, где работал в Российской Императорской Академии наук в качестве наборщика.
С 1867 года — управляющий Эчмиадзинской типографией. С 1869 по 1870 годы — редактор ежемесячника «Арарат». В 1870—1882 годы преподавал в школах Ахалциха, Александрополя, Эривани и Шуши. Был инспектором армянских школ Грузии и Имеретии. Позже работал секретарем в редакции журнала «Порц» (Опыт), активно участвовал в редактировании детского иллюстрированного ежемесячного журнала «Ахпюр» (Родник).
В 1895 году был арестован по обвинению в членстве в партии «Гнчак» и сослан сначала в Нор-Нахиджеван, а потом в Крым (1898—1900). После этого до конца жизни Агаян находился под наблюдением царской жандармерии. В мае 1902 года праздновалось 40-летие литературной деятельности писателя. В 1905 году он участвовал в октябрьской демонстрации.
Умер 20 июня 1911 года в Тифлисе.
Похоронен в Пантеоне Ходживанка в Тбилиси.
В Ереване именем Агаяна названы улица и школа, ему установлен бюст (ул. Киевян).

## Сочинения
Известен как романист, детский писатель и собиратель памятников народного творчества.
Заслуживают внимания произведения: «Арутюн и Манвел», «Две сестры», «Анаид», «Арег Назан», «Торк Ангех».
Перевёл «Сказку о рыбаке и рыбке» Пушкина.
Из публицистических работ можно отметить: «Страницу нашей новейшей истории», «Главные события моей жизни» и т. д.
Агаян составил ряд учебников армянского языка, среди которых азбука «Изучение родного языка» оставалась наиболее распространенной азбукой более 40 лет (1875—1916).

## Экранизации
- «Анаит» — полнометражный анимационный фильм, снятый по сказке Газароса Агаяна. Премьера фильма состоялась в декабре 2014 года[4].

## Семья
- Отец — Степан Агаян (1806/07—4 (16) октября 1882)
- Мать — Рипсимэ (Хури) Ованнисян (1815/16—1 (13) июня 1876)
- Дочь — Лусик Сарьян (Агаян) (3 (15) июня 1893—1974), супруга художника Мартироса Сарьяна (1880—1972)
- Сын — Мушег Агаян (5 (17) ноября 1883 или 1888—11 сентября 1966), известный композитор, певец, музыковед